# Putovnica Sejšela
Putovnica Sejšela ili Sješelska putovnica je putna isprava koja se izdaje državljanima indijskooceanske otočne države Republike Sejšeli radi putovanja u inozemstvo. Putovnica služi kao dokaz sejšelskog državljanstva i identiteta.

## Vizni sustav
██ Sejšeli.
██ Države u koje se može putovati putovnicom bez vize.
██ Države za koje se viza izdaje prilikom dolaska u zemlju.
Prema Passport Indexu, sejšelska putovnica je prema značajnosti na 23. mjestu te omogućava putovanja u 116 zemalja diljem svijeta bez vize. Ona omogućava bezvizno putovanje po svim zemljama članicama Europske unije, Kini, Južnoafričkoj Republici i Alžiru.